# Antu
Antu ali Antum je bila mezopotamska boginja. Bila je prva žena boga Anuja in mati Anunakijev in demonov utukijev. Do leta 200 pr. n. št. je bila  dominantna  osebnost babilonskega praznovanja akit. Kasneje so jo začeli enačiti z grško boginjo Hero. Antu kot ženo boga Anuja sta zamenjali boginji Ištar in Inana, ki sta bili hkrati njuni hčerki.
Podobna je boginji Anat.

## Vir
- Michael Jordan. Encyclopedia of Gods. Kyle Cathie Limited. 2002.